# Кладовище на Дальніх печерах
Цвинтар на Дальніх печерах — це невеликий цвинтар на території комплексу Дальніх печер у Києво-Печерській Лаврі. Знаходиться за Церквою Різдва Богородиці, біля оборонної стіни. Кладовище виникло у першій половині XIX століття, проте є й кілька поховань навколо церкви більш раннього періоду. 
Після спорудження Нової Печерської фортеці цвинтар опинився на території Різдво-богородицького бастіону. 
Серед похованих на цвинтарі — ченці Лаври та духовні ієрархи. Зокрема: Антоній (Петрушевський) (1828-1912 рр.); Амвросій (Булгаков) (1845-1920 рр.); Димитріан (Щербак) (1864-1921 рр.); Іоіль (Воскобойников) (1729-1816 рр.); Каліст (Стефанов) (1724-1792 рр.); Микола (Дробязгін) (1847-1922 рр.); архієпископ Астраханський та Ставропольський Варлаам (Леницький) (кін. ХVІІ ст.-1741 р.); соборний лаврський духівник ієромонах Феодосій (1742-1825 рр.).
Також тут поховані відомі воєначальники російських імперських військ, серед яких генерал-фельдмаршал Ф. В. фон дер Остен-Сакен, генерал П. С. Кайсаров, генерал А. І. Красовський, брати — генерали М. С. Леонов і С. С. Леонов, граф Є. В. Путятін та інші.